# Coppa Italia
Coppa Italia je talijanski nogometni kup. Prvi put je natjecanje održano 1922., no drugo natjecanje nije održano sve do 1936. Najuspješniji klub je Juventus F.C., koji ima petnaest naslova. Juventus je od svih klubova bio najčešće u finalima, čak 22 puta, slijedi AS Roma, sa 17 finala. Pobjednik Coppa Italia dobiva mjesto u Europskoj ligi. Klub koji osvoji Coppa Italiju 10 puta, bit će nagrađen sa srebrnom zvjezdicom, slično kao što klub koji osvoji Scudetto 10 puta biva nagrađen zlatnom zvjezdicom. 
Natjecanje je poznato po niskoj posjećenosti stadiona, jer većina klubova ne igra sa svojim najboljim igračima. Dok u Serie A, klubovi imaju i do 50.000 navijača, u kupu ih se skupi oko 30.000. Najviše se gledatelja na stadionima skupi u završnici Coppa Italia, kada se momčadi bore za izlazak u Europu, točnije u Europsku ligu.

## Format i momčadi
Sudjeluju 78 momčadi, iz Serie A, Serie B i Lige Pro. Finale se igralo na dvije utakmice, a od sezone 2007./08. igra se jedna utakmica, i to u Rimu na Stadio Olimpico.

## Pobjednici po godinama
| - 1922. – Vado - 1935./36. – Torino - 1936./37. – Genoa - 1937./38. – Juventus - 1938./39. – Internazionale - 1939./40. – Fiorentina - 1940./41. – Venezia - 1941./42. – Juventus - 1942./43. – Torino - 1958. – Lazio - 1958./59. – Juventus - 1959./60. – Juventus - 1960./61. – Fiorentina - 1961./62. – Napoli - 1962./63. – Atalanta - 1963./64. – Roma - 1964./65. – Juventus - 1965./66. – Fiorentina - 1966./67. – Milan - 1967./68. – Torino - 1968./69. – Roma - 1969./70. – Bologna - 1970./71. – Torino | - 1971./72. – Milan - 1972./73. – Milan - 1973./74. – Bologna - 1974./75. – Fiorentina - 1975./76. – Napoli - 1976./77. – Milan - 1977./78. – Internazionale - 1978./79. – Juventus - 1979./80. – Roma - 1980./81. – Roma - 1981./82. – Internazionale - 1982./83. – Juventus - 1983./84. – Roma - 1984./85. – Sampdoria - 1985./86. – Roma - 1986./87. – Napoli - 1987./88. – Sampdoria - 1988./89. – Sampdoria - 1989./90. – Juventus - 1990./91. – Roma - 1991./92. – Parma - 1992./93. – Torino - 1993./94. – Sampdoria | - 1994./95. – Juventus - 1995./96. – Fiorentina - 1996./97. – Vicenza - 1997./98. – Lazio - 1998./99. – Parma - 1999./00. – Lazio - 2000./01. – Fiorentina - 2001./02. – Parma - 2002./03. – Milan - 2003./04. – Lazio - 2004./05. – Internazionale - 2005./06. – Internazionale - 2006./07. – Roma - 2007./08. – Roma - 2008./09. – Lazio - 2009./10. – Internazionale - 2010./11. – Internazionale - 2011./12. – Napoli - 2012./13. – Lazio - 2013./14. – Napoli - 2014./15. – Juventus - 2015./16. – Juventus - 2016./17. – Juventus | - 2017./18. – Juventus - 2018./19. – Lazio - 2019./20. – Napoli - 2020./21. – Juventus - 2021./22. – Internazionale - 2022./23. – Internazionale - 2023./24. – Juventus - 2024./25. – Bologna |

## Statistika po klubovima
(stanje nakon 2024./25.)
| Klub           | Pobjednik | Finalist | Godina |
| -------------- | --------- | -------- | --- |
| Juventus       | 15        | 7        | 1937./38., 1941./42., 1958./59., 1959./60., 1964./65., 1978./79., 1982./83., 1989./90., 1994./95., 2014./15., 2015./16., 2016./17., 2017./18., 2020./21., 2023./24. |
| Roma           | 9         | 8        | 1963./64., 1968./69., 1979./80., 1980./81., 1983./84., 1985./86., 1990./91., 2006./07., 2007./08.                                                                   |
| Internazionale | 9         | 6        | 1938./39., 1977./78., 1981./82., 2004./05., 2005./06., 2009./10., 2010./11., 2021./22., 2022./23.                                                                   |
| Lazio          | 7         | 3        | 1958., 1997./98., 1999./00., 2003./04., 2008./09., 2012./13., 2018./19.                                                                                             |
| Fiorentina     | 6         | 5        | 1939./40., 1960./61., 1965./66., 1974./75., 1995./96., 2000./01. |
| Napoli         | 6         | 4        | 1961./62., 1975./76., 1986./87., 2011./12., 2013./14., 2019./20. |
| Milan          | 5         | 10       | 1966./67., 1971./72., 1972./73., 1976./77., 2002./03. |
| Torino         | 5         | 8        | 1935./36., 1942./43., 1967./68., 1970./71., 1992./93. |
| Sampdoria      | 4         | 3        | 1984./85., 1987./88., 1988./89., 1993./94. |
| Parma          | 3         | 2        | 1991./92., 1998./99., 2001./02. |
| Bologna        | 3         | –        | 1969./70., 1973./74., 2024./25. |
| Atalanta       | 1         | 5        | 1962./63. |
| Genoa          | 1         | 1        | 1936./37. |
| Venezia        | 1         | 1        | 1940./41. |
| Vado           | 1         | –        | 1922. |
| Vicenza        | 1         | –        | 1996./97. |
| Hellas Verona  | –         | 3        | – |
| Cagliari       | –         | 2        | – |
| Palermo        | –         | 2        | – |
| Alessandria    | –         | 1        | – |
| Ancona         | –         | 1        | – |
| Catanzaro      | –         | 1        | – |
| Foggia         | –         | 1        | – |
| Novara         | –         | 1        | – |
| Padova         | –         | 1        | – |
| SPAL           | –         | 1        | – |
| Udinese        | –         | 1        | – |
| Varese         | –         | 1        | – |

## Vanjske poveznice
- Italy – Popis finala iz RSSSF
- Coppa Italia

| Nogomet u Italiji                | Nogomet u Italiji                                                                                     |
| -------------------------------- | --- |
|                                  | |
| Talijanski nogometni savez       | |
|                                  | |
| Reprezentacije                   | Reprezentacija • U-21                                                                                 |
|                                  | |
| Ligaška natjecanja               | Serie A • Serie B • Serie C1 (2 divizije) • Serie C2 (3 divizije) • Serie D (9 divizija)              |
|                                  | |
| Kup natjecanja                   | Coppa Italia • Supercoppa Italiana • Coppa Italia Serie C • Supercoppa Serie C1 • Supercoppa Serie C2 |
|                                  | |
| Popis klubova • Popis nogometaša | |

| Nogomet u Italiji                | Nogomet u Italiji                                                                                     |
| -------------------------------- | --- |
|                                  | |
| Talijanski nogometni savez       | |
|                                  | |
| Reprezentacije                   | Reprezentacija • U-21                                                                                 |
|                                  | |
| Ligaška natjecanja               | Serie A • Serie B • Serie C1 (2 divizije) • Serie C2 (3 divizije) • Serie D (9 divizija)              |
|                                  | |
| Kup natjecanja                   | Coppa Italia • Supercoppa Italiana • Coppa Italia Serie C • Supercoppa Serie C1 • Supercoppa Serie C2 |
|                                  | |
| Popis klubova • Popis nogometaša | |